# Шейкин, Артём Геннадьевич
Артём Геннадьевич Шейкин (род. 25 марта 1980, Белогорск, Амурская область, РСФСР, СССР) — российский политический деятель, член партии «Единая Россия». С 2021 года сенатор Российской Федерации от Амурской области.

## Биография
Артём Шейкин родился в 1980 году в городе Белогорск в Амурской области. В 2001 году он окончил Благовещенский государственный педагогический университет по специальности «педагог по физической культуре и спорту», в 2004 году — экстернатуру Северо-Западной академии государственной службы по специальности «Финансы и кредит». Позже учился в Российской академии народного хозяйства и государственной службы при Президенте Российской Федерации, где в 2012 году получил диплом менеджера, в 2019 году стал бакалавром, а в 2021 — магистром. В 2010 году защитил кандидатскую диссертацию по теме «Организационно-экономический механизм государственного регулирования малого бизнеса». В 2020 году получил дополнительное образование в Московском физико-техническом университете. В 2020 году получил степень МВА в МГИМО.
Шейкин работал финансистом на ряде предприятий, с 2005 года развивал собственный бизнес. В 2010 году начал карьеру в государственном управлении, став ведущим советником группы по обеспечению деятельности заместителя управляющего в управлении делами президента РФ в Санкт-Петербурге (до 2015 года). В 2015 году стал учредителем Федерации спортивной борьбы Санкт-Петербурга и Фонда поддержки талантливой молодёжи «Будущие лидеры». В 2017—2019 годах Шейкин был главой молодёжной коллегии и советником при губернаторе Санкт-Петербурга.
Член штаба регионального отделения Общероссийского народного фронта по Санкт-Петербургу. С апреля 2016 года возглавил рабочую группу «Честная и эффективная экономика».
В 2018 году Шейкин стал доцентом кафедры проектного менеджмента и управления качеством в Санкт-Петербургском государственном экономическом университете. В 2020 году он вернулся в Амурскую область и стал советником губернатора на общественных началах Избран депутатом Законодательного собрания Амурской области. Осенью 2021 года стал сенатором как представитель Амурской области, возглавил секции «Цифровая трансформация транспорта» и «Обеспечение технологического суверенитета и информационной безопасности Российской Федерации» в Совете по развитию цифровой экономики при СФ РФ. Входит в Комитет Совета Федерации по конституционному законодательству и государственному строительству.
С 9 марта 2022 года Шейкин находится под персональными международными санкциями ряда стран: всех государств Евросоюза, Великобритании, Швейцарии, США, Австралии и др.